# Бонинал
Бонинал (порт. Boninal)  —  муниципалитет в Бразилии, входит в штат Баия. Составная часть мезорегиона Юго-центральная часть штата Баия. Входит в экономико-статистический микрорегион Сеабра. Население составляет 11 599 человек на 2006 год. Занимает площадь 847,905 км². Плотность населения — 13,7 чел./км².

## Статистика
- Валовой внутренний продукт на 2003 год составляет 21 251 765,00 реалов (данные: Бразильский институт географии и статистики).
- Валовой внутренний продукт на душу населения на 2003 год составляет 1771,72 реал (данные: Бразильский институт географии и статистики).
- Индекс развития человеческого потенциала на 2000 год составляет 0,656 (данные: Программа развития ООН).